# Doleroserica carbonaria
Doleroserica carbonaria är en skalbaggsart som beskrevs av Hermann Burmeister 1855. Doleroserica carbonaria ingår i släktet Doleroserica och familjen Melolonthidae. Inga underarter finns listade i Catalogue of Life.